# متیل گالات
متیل گالات یک ترکیب فنولی است. این ماده از نظر شیمیایی متیل استرِ گالیک اسید است.

## در طبیعت
متیل گالات در Terminalia myriocarpa ، Bergenia ciliat (برجنیای مودار) و Geranium niveum یافت می شود.
در عصاره میوه Paeonia anomala یافت می شود.
در شراب نیز یافت می شود.

## همچنین ببینید
- محتوای فنولی در شراب